# Le Fils (roman de Rostain)
Le Fils est un roman de Michel Rostain publié le 13 janvier 2011 chez Oh ! Éditions et ayant obtenu la même année le prix Goncourt du premier roman.

## Résumé
Lion, vingt ans, est atteint d'une méningite foudroyante à laquelle il succombe. L'auteur utilise le point de vue de son fils et raconte des moments de la vie de Lion jusqu’à sa mort puis décrit son deuil.

## Éditions et traductions
- Le Fils, Oh ! Éditions, 2011  (ISBN 978-2361070175).
- (it) Il figlio, trad Federica Alessandri, éditions Ellint, 2011
- (es) El hijo, trad. Lluis Maria Todó, éditions La esfera de los libros, 2012
- (no) Sønnen, trad. Gøril Eldøen, Pax Forlag (en), 2012
- (en) The son, trad. Adriana Hunter, Tinder Press, 2013  (ISBN 978-0755390793)
- (de) Als ich meine Eltern verliess, trad. Birte Völker, BTB Verlag, 2014